# Whipholt (Minnesota)
Whipholt es un lugar designado por el censo ubicado en el condado de Cass en el estado estadounidense de Minnesota. En el Censo de 2010 tenía una población de 99 habitantes y una densidad poblacional de 10,97 personas por km².

## Geografía
Whipholt se encuentra ubicado en las coordenadas 47°2′16″N 94°22′42″O / 47.03778, -94.37833. Según la Oficina del Censo de los Estados Unidos, Whipholt tiene una superficie total de 9.03 km², de la cual 8.43 km² corresponden a tierra firme y (6.63%) 0.6 km² es agua.

## Demografía
Según el censo de 2010, había 99 personas residiendo en Whipholt. La densidad de población era de 10,97 hab./km². De los 99 habitantes, Whipholt estaba compuesto por el 97.98% blancos, el 0% eran afroamericanos, el 2.02% eran amerindios, el 0% eran asiáticos, el 0% eran isleños del Pacífico, el 0% eran de otras razas y el 0% pertenecían a dos o más razas. Del total de la población el 0% eran hispanos o latinos de cualquier raza.